# Sebastian Cojocnean
Sebastian Cristian Cojocnean (Câmpia Turzii, 11 luglio 1989) è un ex calciatore rumeno, di ruolo centrocampista.

## Carriera
Ha giocato nella massima serie dei campionati rumeno e cipriota.